# Igreja de Madeira de Vang

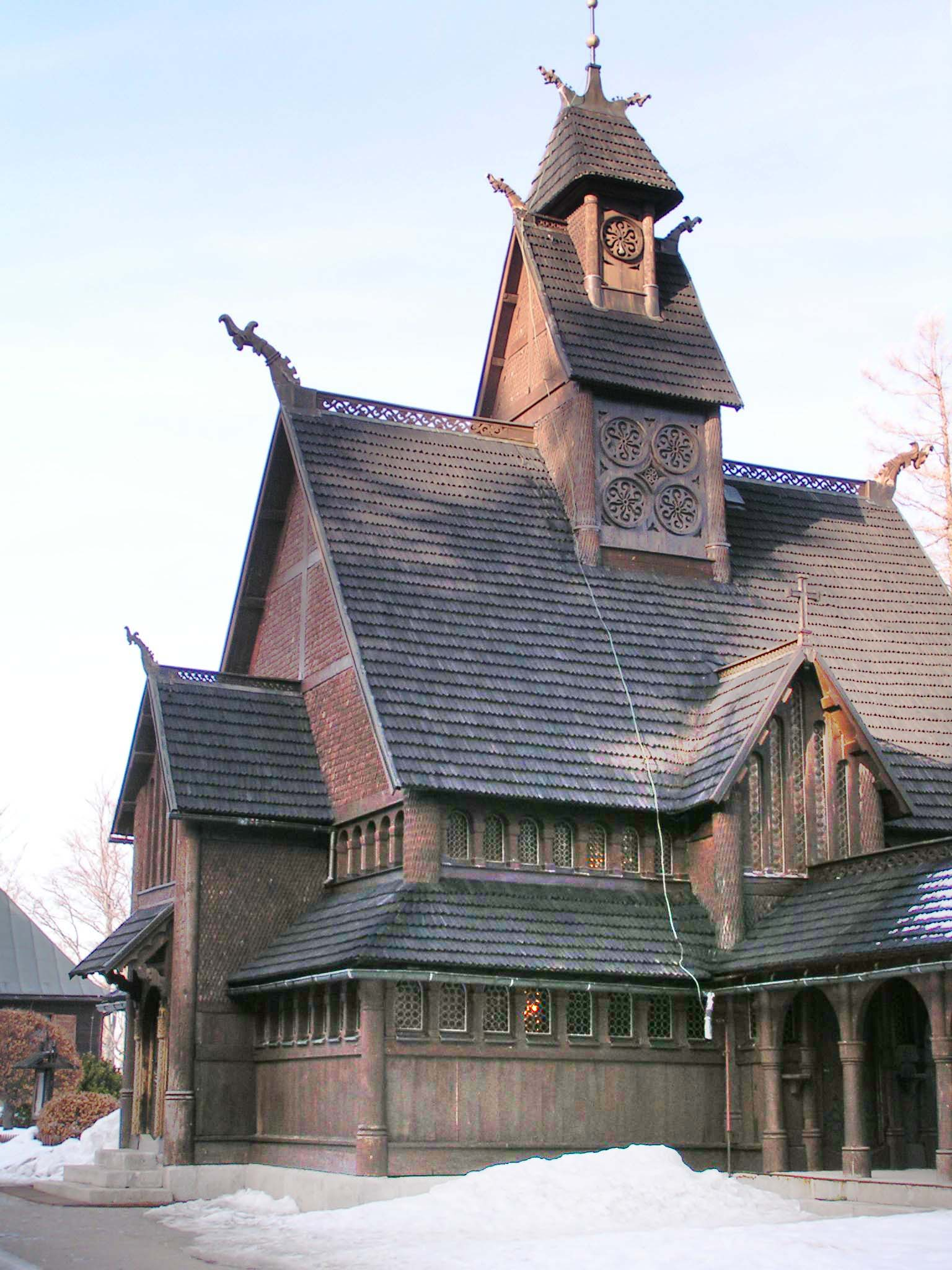
A igreja de madeira de Vang, em 2005

A igreja de madeira de Vang (norueguês: Vang stavkirke; polaco: Świątynia Wang; alemão: Stabkirche Wang) é uma igreja de madeira originalmente construída em Vang, na região de Valdres, Noruega, em 1200 d.C. Atualmente se localiza em Kapacz, Polônia, após haver sido transladada no século XIX a essa localidade, então parte da Prússia.
Ainda que a igreja atual conserve parte da madeira original, é em grande medida uma obra reconstruída e remodelada, com alguns elementos extravagantes do século XIX.
É atualmente uma igreja luterana, e também uma importante atração turística da região.

## História
Segundo a tradição, a igreja foi transladada a Vang de outra localidade em algum momento. Vários pesquisadores apoiam a tese de que a igreja havia sido amplamente remodelada durante a Idade Média, ainda que talvez em uma data tão distante como 1600. O pesquisador Arne Berg concluiu que o templo no princípio teve grande semelhanças com o tipo de igreja de madeira da região de Sogn, com uma nave que consistia de uma sala de teto elevado e um ambulatório rodeando-a. Com a primeira reconstrução se perdeu o escalonamento do teto da nave, e o novo teto foi comum tanto para a sala central quanto para o ambulatório, mesmo que permaneçam as colunas centrais originais, já sem função de suporte. Berg estima que a igreja seja de uma data próxima a 1200, o que coincide com a data inscrita no pináculo.
O pesquisador concluiu que a igreja foi construída em 1200 e em algum momento foi reconstruída, provavelmente na Idade Média, mas talvez numa data bastante tardia, próxima a 1600. Desde 1832, o governo planejou a demolição da velha igreja de madeira, já que era pequena demais e barulhenta à época, e substituí-la por um novo templo de pedra. O célebre pintor Johan Christian Dahí, que valorizava as igrejas de madeira como monumentos históricos, foi um forte defensor da igreja de Vang. Sem dúvidas, em 1839, quando o pintor voltou a Vang, já se habia levantado a nova igreja em uma parte da antiga igreja de madeira, e a demolição desta parecia iminente.